# Bomkove, Derajnea
Bomkove (în ucraineană Бомкове) este un sat în comuna Zeankivți din raionul Derajnea, regiunea Hmelnîțkîi, Ucraina.

## Demografie
Componența lingvistică a localității Bomkove
     Ucraineană (97,41%)
     Rusă (2,59%)
Conform recensământului din 2001, majoritatea populației localității Bomkove era vorbitoare de ucraineană (97,41%), existând în minoritate și vorbitori de rusă (2,59%).